# Draa Etine
Draa Etine é uma cidade localizada na província de Batna, no noroeste da Argélia.[carece de fontes?]